# 福井将太
福井 将太（ふくい しょうた、1987年10月23日 - ）は日本の俳優。福岡県出身。ビーラパン所属。

## 経歴
九州工業大学卒業。
2012年、株式会社クリーブラッツ（アリスプロジェクト）を退所後、フリーを経て2014年、劇団エムキチビートへ所属。2021年、ビーラパンへ所属。舞台を中心に活動する。

## 出演作品

### 舞台
- 裏YAGYU～奇説・柳生一族の陰謀～（2012年4月11日 - 15日　座・高円寺）
- LUCID DREAMER（2012年11月15日 - 18日　池袋GEKIBA）[2]
- ホス探へようこそ（2013年01月23日- 27日　上野ストアハウス）近衛役[3]
- 20XX0915(ニーゼロバツバツゼロキューイチゴー)（2013年02月28 日 - 3月3日　シアターバビロンの流れのほとりにて）[4]
- MUSASHI（2013年4月10日 - 14日　池袋シアターグリーン BOXinBOX THEATER）[5]
- 狐火（2013年5月21日 - 24日　町屋ムーブホール）[6]
- DREAMERS SMILE（2013年6月28日 - 7月2日 武蔵野芸術劇場）[7]
- The Devil of the 6th Heaven（2013年8月14日 - 18日　吉祥寺シアター）[8]
- Shall we judge!?（2013年11月26日 - 12月4日　ミニシアター1010）
- エムキチビート第十二廻公演「黎明浪漫譚-れいめいロマンティック-」（2014年1月7日 - 12日　吉祥寺シアター）[9]
- 花や...蝶や...（2014年4月9日  - 13日　東京芸術劇場シアターイースト）[10]
- 春秋会男組公演vol.3「応挙絵噺再幽霊」（2014年6月6日 - 8日　三越劇場）[11]
- 音劇「朱と煤 aka to kuro」（2014年11月12日 - 16日　吉祥寺シアター）[12]
- 最遊記歌劇伝
  - 最遊記歌劇伝 -Burial-（東京公演：2015年1月8日 - 12日　東京ドームシティ　シアターGロッソ / 大阪公演：2015年1月23日 - 25日　シアターBRAVA!）[13]
  - 最遊記歌劇伝 -Reload- (2015年9月17日 - 23日　サンシャイン劇場）[14]
  - 最遊記歌劇伝 -異聞- (2018年9月4日 - 9日　東京ドームシティ シアターGロッソ）義兆役[15]
- 舞台「戦国BASARA4 皇」（東京公演：2016年1月21日-1月31日　Zeppブルーシアター六本木 /大阪公演：2016年2月5日-2月7日　サンケイホールブリーゼ）[16]
- ミュージカル「魔界王子 devils and realist」Clothemble
  - ミュージカル「魔界王子 devils and realist」（2016年6月1日 - 5日　全労済ホール／スペース・ゼロ）C[17]
  - ミュージカル「魔界王子 devils and realist」the Second spirit（2017年11月4日 - 12日　新宿FACE）[18]
- エムキチビート第十三廻公演「アイ　ワズ　ライト」（2016年8月3日 - 7日　紀伊國屋サザンシアター）[19]
- ミュージカル「しゃばけ」シリーズ　守狐役
  - ミュージカル「しゃばけ」（2017年1月19日 - 28日　紀伊国屋サザンシアター）[20]
  - ミュージカル「しゃばけ」弐 ～空のビードロ・畳紙～（2017年9月2日 - 10日　紀伊國屋ホール）[21]
  - ミュージカル「しゃばけ」参～ねこのばば～（東京公演：2018年4月 - 5月7日　シアターサンモール/大阪公演：2018年5月19日 - 20日大阪ビジネスパーク円形ホール）[22]
- おん・すてーじ「真夜中の弥次さん喜多さん」双（2017年6月21日 - 25日　全労済ホール／スペース・ゼロ）[23]
- エムキチビート Actor's act Night「平成人間椅子」（2017年11月24日　四谷フラワースタジオ）[24]
- AKA Company「A CLASS CAT」（2018年3月22日 - 25日　東京芸術劇場 シアターウエスト）チャーリー役[25]
- エムキチビートproduce 音劇 vol.2「世界の終わりに君を乞う。」（2018年12月1日 - 9日　博品館劇場）加藤七緒役[26]
- 浪漫活劇譚「艶漢」第三夜（2019年4月20日 - 29日　シアターサンモール）テツ役[27]
- XFLAG × 氣志團 MONST Rock ‘n’ Roll High School（2019年7月13日 - 14日、幕張メッセ）アルカディア役[28]
- MONST HIGH SCHOOL 爆絶B組　究極の選択（2020年10月3日 - 4日、オンライン開催）アルカディア役[29]
- 「僕のヒーローアカデミア」The”Ultra”Stage 本物の英雄 PLUS ULTRA ver.（東京公演：2021年12月3日 - 12日 TOKYO DOME CITY HALL/京都公演：2021年12月24 - 26日 京都劇場） オールラウンダー[30]
- E-Stage Topiaプロデュース「VALENT」（2024年2月7日 - 11日、ザ・ポケット）[31]
- SENTRAL PRODUCE「逆転満塁サヨナラ、またね。」（2024年5月22日 - 26日、池袋シアターグリーン BIG TREE THEATER）[32]

### イベント
- The山下幼稚宴ワールド（2012年5月29日 渋谷O-EAST）[33]
- エムキチビートひとり芝居企画
  - Fight Alone 4th（2014年6月5日 - 30日　エビス駅前バー）[34]
  - Fight Alone 5th（2015年6月5日 - 30日　エビス駅前バー）[35]
- XFLAG PARK
  - XFLAG PARK 2019（2019年7月13日 - 14日、幕張メッセ）アルカディア役[36]
  - XFLAG PARK 2020（2020年10月3日 - 4日、オンライン開催）アルカディア役[37]
- 『日本橋シアトリカルツアー』（2020年3月7日 - 5月10日※新型コロナウイルス対策に伴い、無期限延期）弥次役・喜多役[38]

### テレビ番組
- 世界一受けたい授業（2021年4月17日、日本テレビ）[39]
- ザ!世界仰天ニュース（2021年4月20日、日本テレビ）[40]
- ぼくドコ（2021年6月14日、Eテレ）[41]
- 駐在刑事 Season3 第4話（2022年2月4日、テレビ東京） - 重盛幸三（青年時代）役

### 配信
- DMMライブトーク「銀幕の豚○○だらけのエンタメ秘宝城」（2011年 - 2012年）[42]

### 映画
- 哀艶のジョルノ　ジョルノ役
  - 哀艶のジョルノ（2012年）[43]
  - 哀艶のジョルノ２ 夢魘のサイガ（2015年）[44]
- 心臓の弱い男（2013年）[45]

### モデル
- 「マンガ家と作るBLポーズ集5 友達から恋人へ篇」監修：夏目イサク（2013年　新書館） ISBN 978-4-403-65063-5 [46]
- 青山商事（2021年 -）[47]

### オリジナルビデオ
- イケメン×恋愛ドラマDVD「運命の赤い糸」（2013年　Love Place）[48]